# Россыпи
Ро́ссыпи (англ. Placers) — скопления рыхлого или сцементированного обломочного материала, содержащего в виде зёрен, их обломков или агрегатов ценные минералы. Представляют собой особую группу месторождений полезных ископаемых. Россыпи образуются в результате разрушения коренных горных пород, или переотложения промежуточных коллекторов — осадочных пород с повышенными концентрациями ценных минералов.

## Виды россыпей

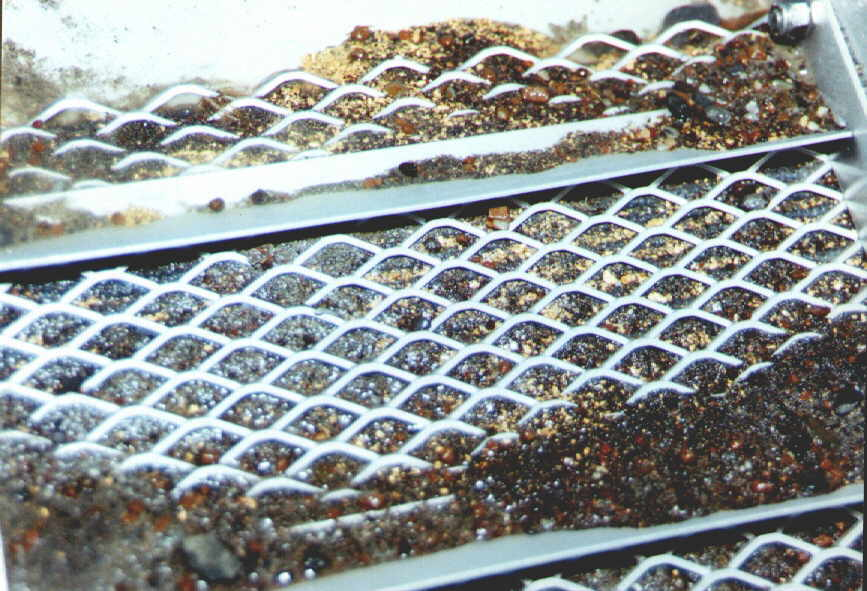
Золотоносные шлиха под трафаретами на промприборе

По типу полезных ископаемых выделяют следующие группы россыпей:
- благородных металлов:

- золота
- платиноидов

- олова
- вольфрама
- титано-циркониевые
- редких металлов (ниобий, тантал)
- редкоземельных элементов
- ювелирных, ювелирно-поделочных и технических камней
- пьезооптического сырья.

По отношению к источнику образования и условиям образования различают:
- россыпи ближнего сноса;
- россыпи дальнего переноса;
- россыпи переотложения[2].

По относительной древности и условиям залегания:
- современные
- погребённые (захоронённые под осадочными толщами последующих эпох)
- ископаемые (глубоко погружённые в осадочные толщи, затронутые процессами метаморфизма и разрывными нарушениями)

По местоположению:
- русловые
- ложковые
- террасовые
- устьевые
- прибрежно-морские
- прибрежно-озёрные

Также выделяют россыпи не затронутые горными работами, и техногенные (включая отработанные части россыпи, целики, отвалы вскрышные и гале-эфельные).

## Разработка россыпей

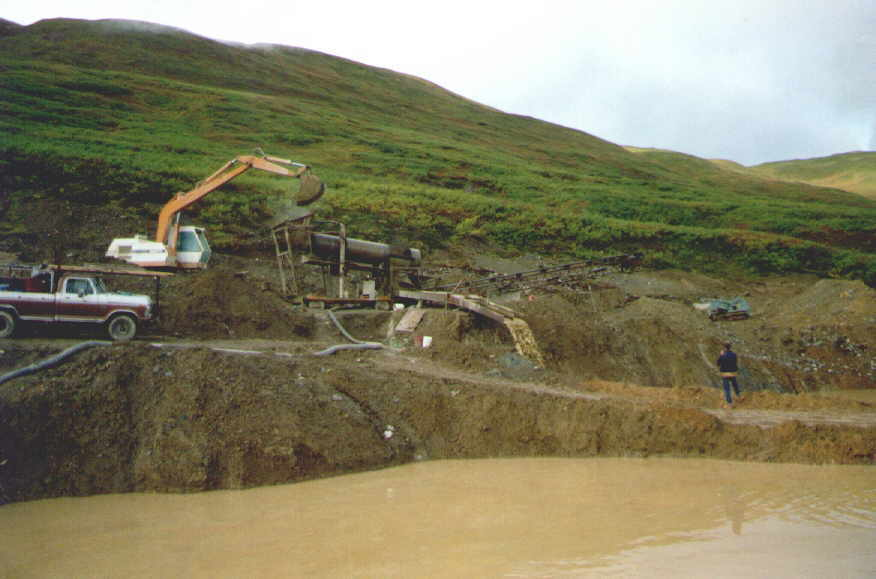
Разработка россыпей золота на Аляске

При достаточном содержании полезного компонента россыпи становятся россыпными месторождениями, разработка которых экономически рентабельна и технически возможна на данном уровне развития горного дела.
Поиски и разведка россыпных полезных ископаемых производится на всех этапах геологических работ, включая геологическую съёмку, во время которой рыхлые горные породы проверяются на наличие ценного компонента шлиховым методом. Разработка россыпных месторождений возможна открытым и подземным способом. В настоящее время открытая разработка россыпей является наиболее распространённой, так как обеспечивает наиболее полное извлечение полезного ископаемого, большую безопасность работ, возможность использования тяжёлой техники. При разработке россыпей с неблагоприятными гидрогеологическими условиями (повышенная обводнённость отложений, высокий уровень грунтовых вод, многолетняя мерзлота) часто используют драги.
Ежегодно за рубежом из россыпей добывают около 90 % золота, 90 % циркона и ниобия, 80 % редкоземельных элементов, 70 % титана и олова, 65 % алмазов, 60 % тантала.